# Tunodesmus orthogonus
Tunodesmus orthogonus är en mångfotingart som beskrevs av Chamberlin 1922. Tunodesmus orthogonus ingår i släktet Tunodesmus och familjen Holistophallidae. Inga underarter finns listade i Catalogue of Life.